# Каратомар (Павлодарская область)
Каратомар (каз. Қаратомар, до 1993 года — Новая Жайма) — село в Баянаульском районе Павлодарской области Казахстана. Административный центр Каратомарского сельского округа. Находится в 120 км к юго-западу от Баянаула и в 340 км к юго-западу от Павлодара. Код КАТО — 553643100.

## История
Село Новая Жайма было центральной усадьбой бывшего совхоза «Жайминский», образованного в 1961 году на базе разукрупления совхозов «Баянаульский», имени 40 лет Октября, «Жосалинский», колхоза «Победа» Осакаровского района Карагандинской области, подхоза Карагандинской ГРЭС и госземфонда.

## Население
В 1985 году в селе жили 709 человек, в 1999 году население села составляло 538 человек (273 мужчины и 265 женщин). По данным переписи 2009 года, в селе проживали 433 человека (232 мужчины и 201 женщина).